# 至聖廟

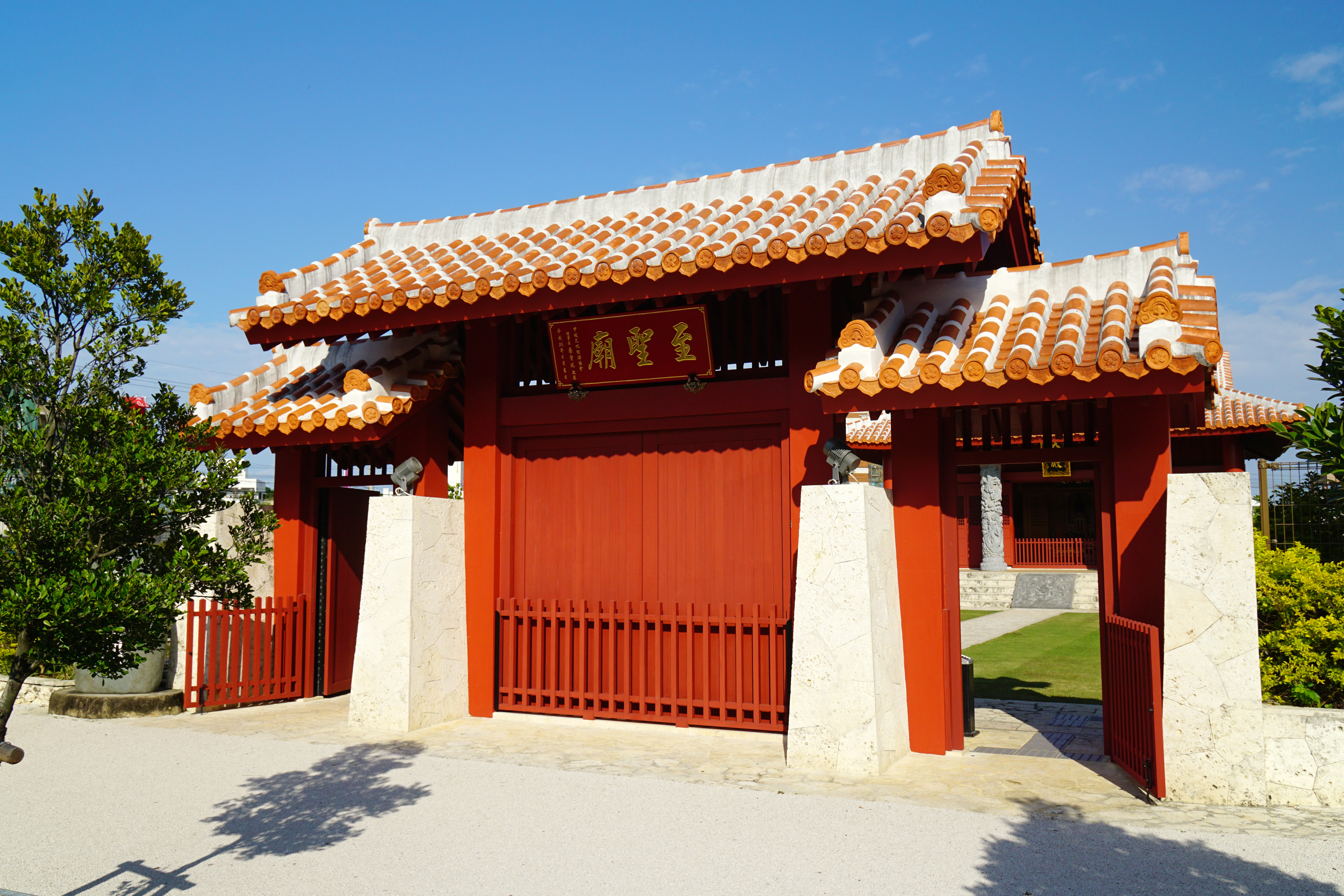
至聖門／久米

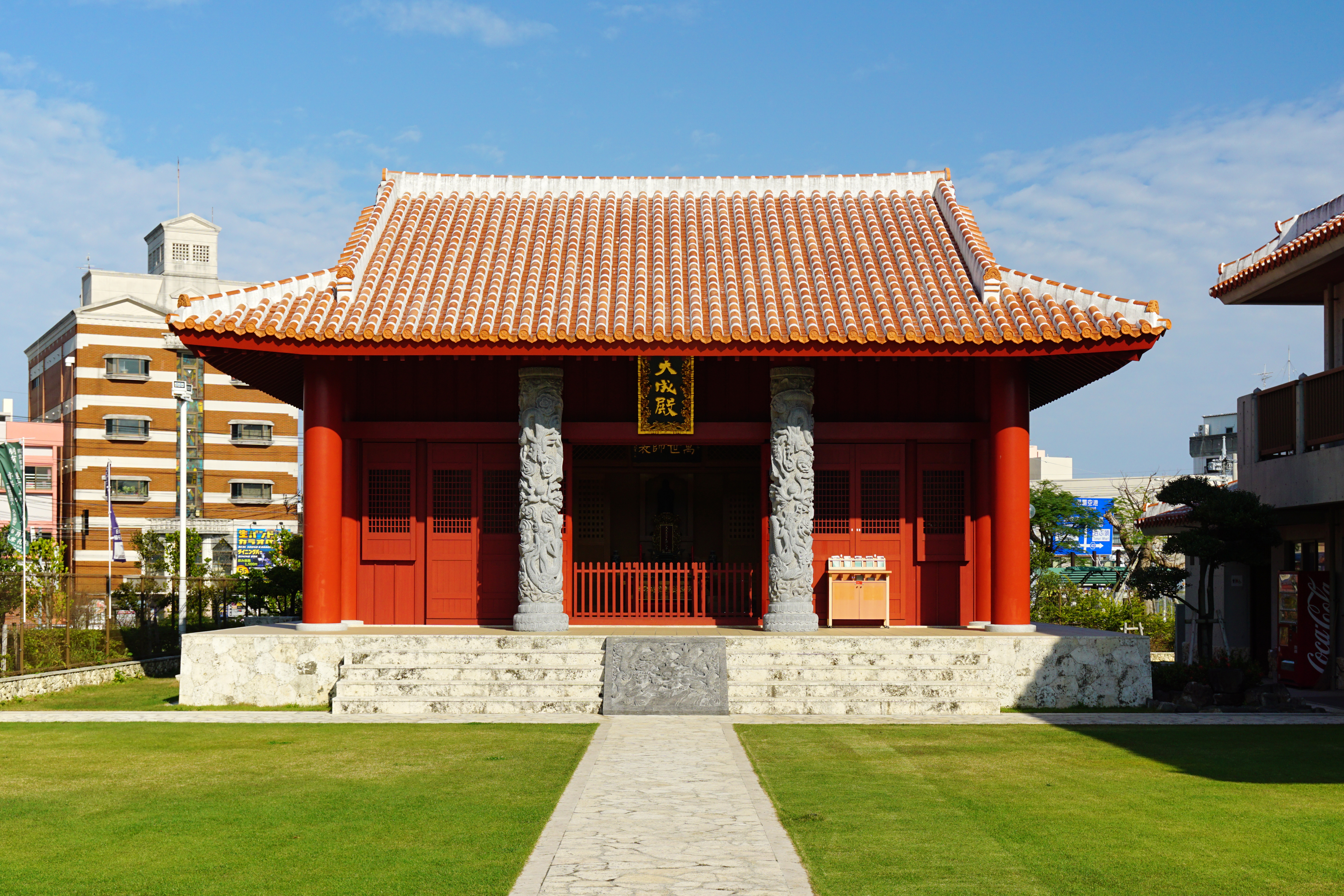
大成殿／久米

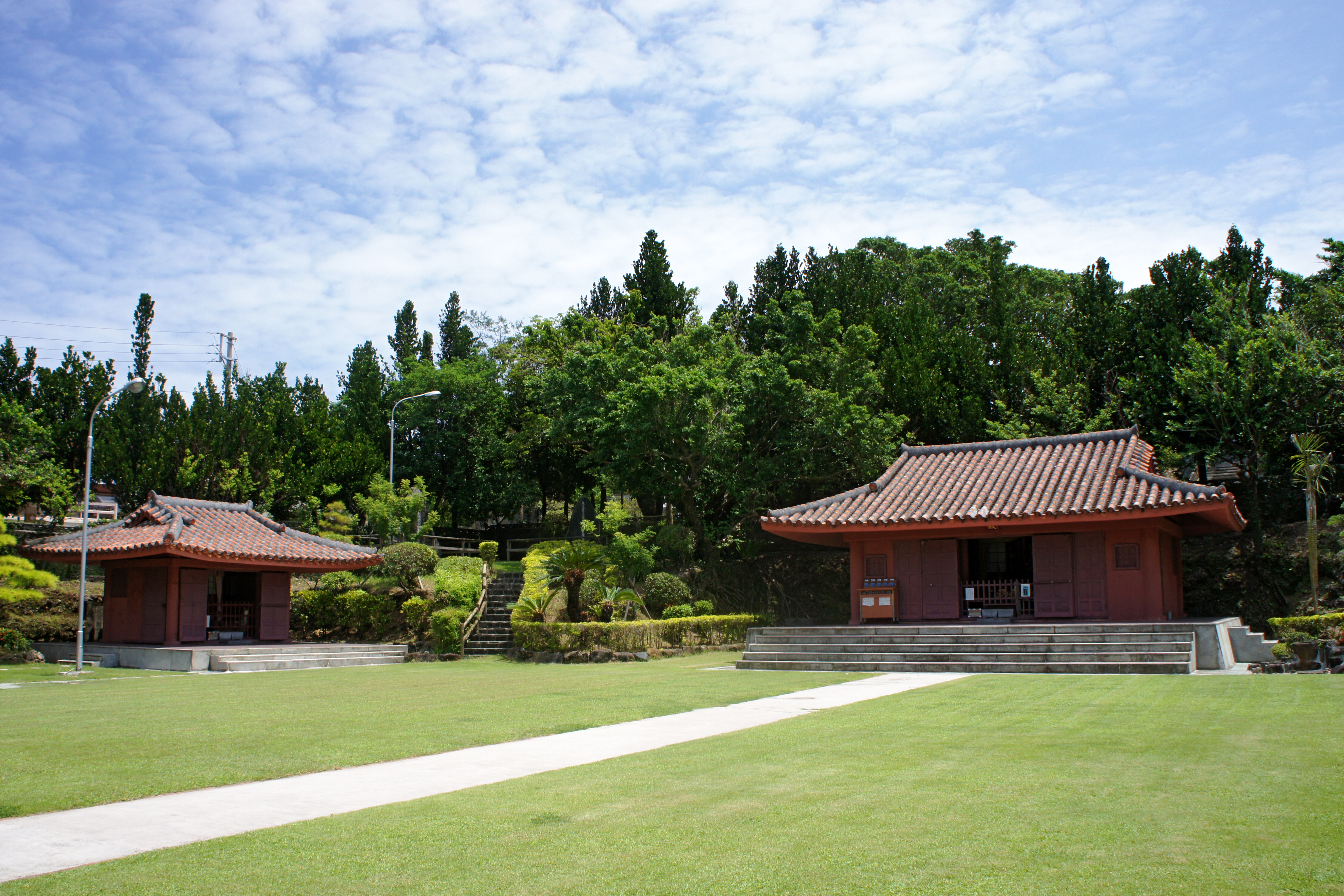
天尊廟地

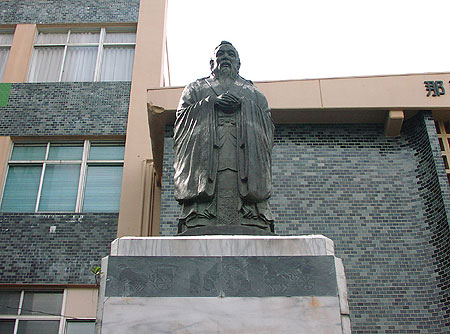
孔子像／至聖廟跡地

久米至聖廟（くめしせいびょう）は、沖縄県那覇市久米の松山公園内にある孔子廟である。孔子の他に四配（顔子、子思〈孔伋〉、曾子、孟子）の像が祀られている。

## 歴史
17世紀初頭より久米三十六姓の人々によって儒教の祭典が行われていたが、尚貞王の時の1676年になって、那覇泉崎の地（那覇商工会議所隣接地）に建立された。以来、教育機関の明倫堂とともに戦前までその威容を誇っていた。
しかし1945年の沖縄戦で焼失し、しかも軍道1号線（現在の国道58号）の拡張工事により敷地が削られたことで、元の地での再建が不可能になった。1975年になり、那覇市若狭の波上宮に程近い天尊廟跡地に、天尊廟とともに再建された。元の地には蔣介石から贈られた孔子像が置かれている。
2013年6月、松山公園内の現在地（久米郵便局跡地）に建立された。
久米三十六姓の子孫である久米崇聖会により維持管理されている。

## 政教分離訴訟
市が体験学習施設に該当すると判断したため、年576万円の土地使用料を無償にしているが、保守系市民団体である「住みよい那覇市をつくる会」から、儒教を広めるための施設であり政教分離に抵触するとして、市を相手取り訴訟が提起された。これに対して市は儒教は宗教ではなく哲学と主張し裁判が争われ、那覇地方裁判所は2018年に違憲判決を下し、福岡高等裁判所那覇支部も違憲判決を下したが、徴収すべき金額は市の裁量とされたため双方が上告。2021年2月24日、最高裁判所は儒教が宗教と呼べるかという判断はしなかったものの、使用実績から宗教的性格が濃い施設であると認定し、違憲判決を下した。

## 施設
- 大成殿 - 至聖廟（孔子廟）の本殿。孔子と、高弟の顔子、曾子、子思子、孟子を祀る。
- 明倫堂
- 天尊廟
- 天妃宮
- 程順則頌徳碑
- 蔡温頌徳碑
- 中山孔子廟建立碑
- 管理事務所
- 至聖門

## 戦前の画像

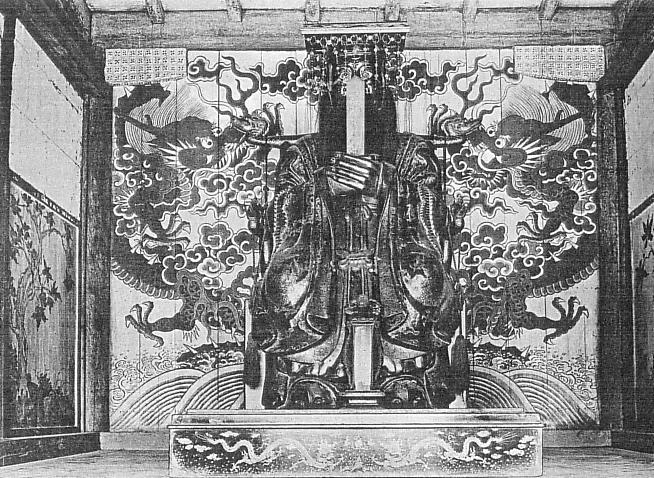
孔子像
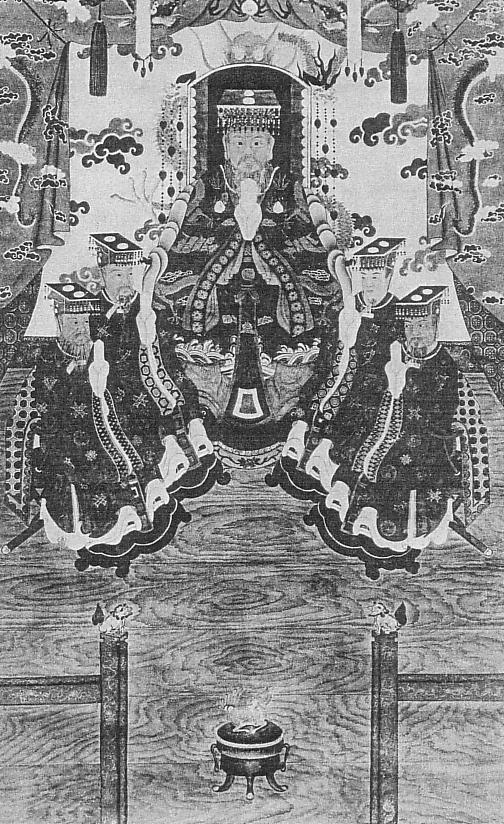
孔子及び四聖配像